# ماري لو دانيلز
ماري لو دانيلز (بالإنجليزية: Mary-Lou Daniels)‏ مواليد 6 أغسطس 1961 في إنديانا، الولايات المتحدة، هي لاعبة كرة مضرب أمريكية سابقة بدأت مسيرتها كمحترفة عام 1980 وكانت تلعب باليد اليمنى. كما أنها إحدى بطلات الجراند سلام. أعلى تصنيف لها في الفردي كان المركز الـ 15 في سنة 1982.

## روابط خارجية
- ماري لو دانيلز على موقع رابطة محترفات التنس (الإنجليزية)
- ماري لو دانيلز على موقع الاتحاد الدولي لكرة المضرب (الإنجليزية)